# القمة العربية 1978 (بغداد)
كانت قمة جامعة الدول العربية لعام 1978 اجتماعا عقد بين القادة العرب في 2 نوفمبر في بغداد باعتبارها القمة التاسعة لجامعة الدول العربية. وجاءت القمة في أعقاب توقيع مصر على معاهدة أنور السادات للسلام من جانب واحد مع إسرائيل. وقرر المؤتمر أن الاتفاقات التي وقعتها الحكومة المصرية في كامب ديفيد أضرت بحقوق الشعب الفلسطيني. وتم حث الحكومة المصرية على عدم التصديق على الاتفاقيات وتأييدها للجامعة العربية. والأهم من ذلك أن الجامعة جمدت علاقاتها مع حكومة مصر. في 31 مارس 1979، بعد خمسة أيام من التصديق على معاهدة السلام بين مصر وإسرائيل، اجتمع القادة العرب مرة أخرى في بغداد في غياب مصر وقرروا طردها من جامعة الدول العربية. ونتيجة لذلك، نقلت أمانة الجامعة من مقرها في القاهرة إلى تونس العاصمة. وانعكس هذا القرار ببطء في الثمانينات بعد أن صعد الرئيس حسني مبارك إلى السلطة. وكانت مصر التي استعادت نفوذها القوي في المنطقة في الوقت الذي تعاني فيه سوريا الدولة المنافسة من انتكاسات خلال الحرب الأهلية اللبنانية عادت إلى جامعة الدول العربية في 23 مايو 1989 وكان المقر الذي لم ير أبدا أعمال التشييد المكتملة في تونس العاصمة عائدا إلى القاهرة في 12 مارس 1990.